# Denmark Open 2003
Die Denmark Open 2003 waren eines der Top-10-Turniere des Jahres im Badminton in Europa. Sie fanden in Aarhus vom 23. bis 28. September 2003 statt.

## Austragungsort
- Aarhus Atletion, The Arena

## Sieger und Platzierte
| Disziplin    | Gold                       | Silber                       | Bronze                                |
| ------------ | -------------------------- | ---------------------------- | ------------------------------------- |
| Herreneinzel | Lin Dan                    | Chen Yu                      | Wong Choong Hann                      |
| Herreneinzel | Lin Dan                    | Chen Yu                      | Roslin Hashim                         |
| Dameneinzel  | Gong Ruina                 | Zhou Mi                      | Camilla Martin                        |
| Dameneinzel  | Gong Ruina                 | Zhou Mi                      | Zhang Ning                            |
| Herrendoppel | Ha Tae-kwon Kim Dong-moon  | Halim Haryanto Candra Wijaya | Patapol Ngernsrisuk Sudket Prapakamol |
| Herrendoppel | Ha Tae-kwon Kim Dong-moon  | Halim Haryanto Candra Wijaya | Lee Dong-soo Yoo Yong-sung            |
| Damendoppel  | Yang Wei Zhang Jiewen      | Zhang Dan Zhang Yawen        | Wei Yili Zhao Tingting                |
| Damendoppel  | Yang Wei Zhang Jiewen      | Zhang Dan Zhang Yawen        | Hwang Yu-mi Lee Hyo-jung              |
| Mixed        | Kim Dong-moon Ra Kyung-min | Kim Yong-hyun Lee Hyo-jung   | Jens Eriksen Mette Schjoldager        |
| Mixed        | Kim Dong-moon Ra Kyung-min | Kim Yong-hyun Lee Hyo-jung   | Wang Wei Zhang Jiewen                 |

## Finalergebnisse
| Disziplin    | Sieger                     | Finalist                     | Ergebnis          |
| ------------ | -------------------------- | ---------------------------- | ----------------- |
| Herreneinzel | Lin Dan                    | Chen Yu                      | 15–4, 15–6        |
| Dameneinzel  | Gong Ruina                 | Zhou Mi                      | 4-11, 13-10, 11-3 |
| Herrendoppel | Ha Tae-kwon Kim Dong-moon  | Halim Haryanto Candra Wijaya | 16-17, 15-6, 15-8 |
| Damendoppel  | Yang Wei Zhang Jiewen      | Zhang Yawen Zhang Dan        | 15–2, 15–1        |
| Mixed        | Kim Dong-moon Ra Kyung-min | Kim Yong-hyun Lee Hyo-jung   | 17-16, 15–10      |

## Ergebnisse

### Herreneinzel
- Chen Hong –  Bobby Milroy: 15-11 / 15-6
- Dicky Palyama –  Jürgen Koch: 15-11 / 15-5
- Niels Christian Kaldau –  Colin Haughton: 15-4 / 15-11
- Park Sung-hwan –  Shinya Ohtsuka: 15-5 / 13-15 / 15-4
- Wong Choong Hann –  Kasper Ødum: 15-10 / 6-15 / 15-7
- Jens Roch –  Chetan Anand: 15-13 / 15-9
- Taufik Hidayat –  Anupap Thiraratsakul: 15-6 / 15-8
- Sergio Llopis –  Pedro Yang: 15-9 / 7-15 / 15-6
- Lee Tsuen Seng –  Lee Hyun-il: 15-8 / 15-2
- Marco Vasconcelos –  Yousuke Nakanishi: 8-15 / 15-11 / 15-13
- Peter Gade –  Per-Henrik Croona: 15-8 / 15-3
- Stephan Wojcikiewicz –  Antti Viitikko: 15-8 / 9-15 / 15-14
- Jang Young-soo –  Anders Boesen: 15-9 / 15-9
- Agus Hariyanto –  Jim Ronny Andersen: 15-5 / 15-4
- Lin Dan –  Rony Agustinus: 15-3 / 15-5
- Muhammad Hafiz Hashim –  Conrad Hückstädt: 15-11 / 15-12
- Rasmus Wengberg –  Arturo Ruiz: 15-5 / 15-1
- Shon Seung-mo –  Kasper Fangel: 15-8 / 15-11
- Sairul Amar Ayob –  Arvind Bhat: 8-15 / 15-8 / 15-9
- Ronald Susilo –  Aamir Ghaffar: 15-4 / 15-7
- Chen Yu  –  Pullela Gopichand: 15-3 / 15-2
- Hidetaka Yamada –  Roman Spitko: 15-6 / 15-7
- Park Tae-sang –  Bao Chunlai: 15-10 / 15-6
- Xia Xuanze –  Michael Christensen: 15-12 / 11-15 / 15-9
- Yohan Hadikusumo Wiratama –  Toru Matsumoto: 15-13 / 15-5
- Roslin Hashim –  Boonsak Ponsana: 15-10 / 15-9
- Peter Rasmussen –  Jan Fröhlich: 15-7 / 15-1
- Sony Dwi Kuncoro –  Abhinn Shyam Gupta: 15-4 / 12-15 / 15-7
- Lee Chong Wei –  Keita Masuda: 15-13 / 15-9
- Ng Wei –  Chen Gang: 15-10 / 15-2
- Przemysław Wacha –  Nikhil Kanetkar: 15-2 / 15-13
- Kenneth Jonassen –  Björn Joppien: 15-6 / 15-5
- Chen Hong –  Dicky Palyama: 15-13 / 15-2
- Niels Christian Kaldau –  Park Sung-hwan: 15-9 / 15-7
- Wong Choong Hann –  Jens Roch: 15-11 / 15-10
- Taufik Hidayat –  Sergio Llopis: 15-10 / 15-5
- Lee Tsuen Seng –  Marco Vasconcelos: 15-2 / 15-3
- Peter Gade –  Stephan Wojcikiewicz: 15-3 / 15-1
- Jang Young-soo –  Agus Hariyanto: 15-4 / 15-11
- Lin Dan –  Muhammad Hafiz Hashim: 15-11 / 15-6
- Shon Seung-mo –  Rasmus Wengberg: 12-15 / 15-3 / 15-3
- Ronald Susilo –  Sairul Amar Ayob: 15-8 / 15-5
- Chen Yu  –  Hidetaka Yamada: 15-8 / 15-7
- Park Tae-sang –  Xia Xuanze: 15-4 / 15-11
- Roslin Hashim –  Yohan Hadikusumo Wiratama: 15-13 / 15-2
- Peter Rasmussen –  Sony Dwi Kuncoro: 15-11 / 15-6
- Lee Chong Wei –  Ng Wei: 17-16 / 15-13
- Kenneth Jonassen –  Przemysław Wacha: 15-7 / 15-2
- Chen Hong –  Niels Christian Kaldau: 15-7 / 12-15 / 15-11
- Wong Choong Hann –  Taufik Hidayat: 15-5 / 15-12
- Peter Gade –  Lee Tsuen Seng: 15-4 / 15-5
- Lin Dan –  Jang Young-soo: 15-10 / 15-11
- Shon Seung-mo –  Ronald Susilo: 15-8 / 15-8
- Chen Yu  –  Park Tae-sang: 15-4 / 15-13
- Roslin Hashim –  Peter Rasmussen: 11-15 / 3-8
- Lee Chong Wei –  Kenneth Jonassen: 10-15 / 15-11 / 15-7
- Wong Choong Hann –  Chen Hong: 15. Jun
- Lin Dan –  Peter Gade: 15-8 / 15-6
- Chen Yu  –  Shon Seung-mo: 15-4 / 3-15 / 15-8
- Roslin Hashim –  Lee Chong Wei: 15-12 / 15-11
- Lin Dan –  Wong Choong Hann: 13-15 / 15-11 / 15-1
- Chen Yu  –  Roslin Hashim: 15-5 / 15-7
- Lin Dan –  Chen Yu: 15-4 / 15-6

### Dameneinzel Qualifikation
- Nadieżda Zięba –  Rita Yuan Gao: 11-9 / 11-6
- Salakjit Ponsana –  Simone Prutsch: 11-4 / 11-4
- Tine Baun –  Mesinee Mangkalakiri: 11-1 / 11-2
- Miyo Akao –  Anna Rice: 11-8 / 11-4
- Huang Chia-chi –  Ragna Ingólfsdóttir: 11-4 / 11-4
- Anne Marie Pedersen –  Jody Patrick: 11-4 / 11-2
- Nigella Saunders –  Nina Weckström: 10-13 / 11-2 / 11-1
- Kamila Augustyn –  Solenn Pasturel: 11-1 / 11-7
- Li Li –  Susan Egelstaff: 11-6 / 11-3
- Eriko Hirose –  Bing Huang: 11-4 / 6-11 / 11-5
- Aparna Popat –  Kennie Asuncion: 11-2 / 11-9
- Cheng Shao-chieh –  Mette Pedersen: 11-6 / 11-5
- Tine Høy –  Amalie Fangel: 11-4 / 11-6
- Jiang Yanmei –  Dolores Marco: 11-4 / 11-3
- Agnese Allegrini –  Sara Jónsdóttir: 11-3 / 11-7
- Seo Yoon-hee –  Chie Umezu: 11-8 / 2-11 / 11-2
- Salakjit Ponsana –  Nadieżda Zięba: 11-6 / 7-11 / 11-7
- Tine Baun –  Miyo Akao: 11-1 / 11-1
- Huang Chia-chi –  Anne Marie Pedersen: 11-4 / 11-9
- Kamila Augustyn –  Nigella Saunders: 6-11 / 11-6 / 11-3
- Li Li –  Eriko Hirose: 7-11 / 11-7 / 11-9
- Jiang Yanmei –  Tine Høy: 11-2 / 11-6
- Seo Yoon-hee –  Agnese Allegrini: 11-6 / 11-4
- Tine Baun –  Salakjit Ponsana: 11-4 / 8-11 / 11-9
- Huang Chia-chi –  Kamila Augustyn: 11-1 / 11-4
- Cheng Shao-chieh –  Li Li: 4-11 / 11-5 / 11-9
- Seo Yoon-hee –  Jiang Yanmei: 11-3 / 11-2

### Dameneinzel
- Zhang Ning –  Kelly Morgan: 11-4 / 11-5
- Kanako Yonekura –  Yao Jie: 7-11 / 11-4 / 11-3
- Xie Xingfang –  Huang Chia-chi: 11-5 / 11-0
- Marina Andrievskaia –  Denyse Julien: 11-4 / 11-6
- Zhou Mi –  Tine Baun: 11-6 / 11-5
- Julia Mann –  Nicole Grether: 11-7 / 11-9
- Mia Audina –  Aparna Popat: 11-4 / 11-8
- Anu Nieminen –  Petya Nedelcheva: 0-11 / 11-0 / 11-1
- Seo Yoon-hee –  Sara Persson: 11-0 / 4-11 / 11-8
- Camilla Martin –  Charmaine Reid: 11-3 / 11-2
- Jun Jae-youn –  Juliane Schenk: 11-3 / 11-1
- Wang Chen –  Yuki Shimada: 11-2 / 11-0
- Tracey Hallam –  Karina de Wit: 11-7 / 11-4
- Pi Hongyan –  Miho Tanaka: 4-11 / 11-2 / 11-4
- Kaori Mori –  Cheng Shao-chieh: 11-9 / 11-5
- Gong Ruina –  Petra Overzier: 11-4 / 11-1
- Zhang Ning –  Kanako Yonekura: 11-5 / 11-3
- Marina Andrievskaia –  Xie Xingfang: 11-5 / 8-11 / 11-0
- Mia Audina –  Anu Nieminen: 11-6 / 11-1
- Camilla Martin –  Seo Yoon-hee: 8-11 / 11-4 / 11-6
- Wang Chen –  Jun Jae-youn: 6-11 / 11-4 / 11-5
- Tracey Hallam –  Pi Hongyan: 2-11 / 11-7 / 13-11
- Gong Ruina –  Kaori Mori: 11-5 / 13-10
- Zhou Mi –  Julia Mann: w.o.
- Zhang Ning –  Marina Andrievskaia: 11-4 / 11-5
- Zhou Mi –  Mia Audina: 11-9 / 11-4
- Camilla Martin –  Wang Chen: 11-9 / 11-1
- Gong Ruina –  Tracey Hallam: 11-13 / 11-3 / 11-6
- Zhou Mi –  Zhang Ning: 11-3 / 6-11 / 11-6
- Gong Ruina –  Camilla Martin: 11-1 / 11-9
- Gong Ruina –  Zhou Mi: 4-11 / 13-10 / 11-3

### Herrendoppel Qualifikation
- Stephen Foster /  Paul Trueman –  Erick Anguiano /  Pedro Yang: 15-0 / 15-4
- John Gordon /  Daniel Shirley –  Jochen Cassel /  Joachim Tesche: 15-5 / 15-10
- Avril Sloane /  Dorte Steenberg –  Frédéric Mawet /  Wouter Claes: 15-6 / 15-8
- Cheng Rui /  Wang Wei –  /  Elizaveta Dokudaeva: 15-10 / 15-8
- Ingo Kindervater /  Björn Siegemund –  Mike Beres /  Kyle Hunter: 15-9 / 15-13
- Yohan Hadikusumo Wiratama /  Yau Tsz Yuk –  Rasmus Andersen /  Jesper Larsen: 15-8 / 15-4
- David Lindley /  Kristian Roebuck –  Vitaliy Durkin /  Alexandr Russkikh: 15-4 / 15-6
- John Gordon /  Daniel Shirley –  Stephen Foster /  Paul Trueman: 15-7 / 15-1
- Cheng Rui /  Wang Wei –  Ingo Kindervater /  Björn Siegemund: 15-8 / 8-15 / 15-9
- Yohan Hadikusumo Wiratama /  Yau Tsz Yuk –  David Lindley /  Kristian Roebuck: 17-16 / 13-15 / 15-6

### Herrendoppel
- Lars Paaske /  Jonas Rasmussen –  Alvent Yulianto /  Luluk Hadiyanto: 15-7 / 15-8
- Michał Łogosz /  Robert Mateusiak –  Imanuel Hirschfeld /  Jörgen Olsson: 15-5 / 15-6
- Anthony Clark /  Nathan Robertson –  Keita Masuda /  Tadashi Ohtsuka: 15-8 / 10-15 / 15-11
- Halim Haryanto /  Candra Wijaya –  Thomas Laybourn /  Peter Steffensen: 15-5 / 15-7
- Cai Yun /  Fu Haifeng –  Gan Teik Chai /  Koo Kien Keat: 17-16 / 15-10
- Simon Archer /  Robert Blair –  Thomas Røjkjær Jensen /  Tommy Sørensen: 15-10 / 15-3
- Sigit Budiarto /  Tri Kusharyanto –  Kim Yong-hyun /  Yim Bang-eun: 15-13 / 9-15 / 15-8
- Patapol Ngernsrisuk /  Sudket Prapakamol –  Chen Qiqiu /  Zhang Jun: 15-5 / 15-5
- Yohan Hadikusumo Wiratama /  Yau Tsz Yuk –  José Antonio Crespo /  Sergio Llopis: 15-10 / 15-8
- Eng Hian /  Flandy Limpele –  Mathias Boe /  Michael Lamp: 9-15 / 15-13 / 15-7
- Lee Dong-soo /  Yoo Yong-sung –  Shuichi Nakao /  Shuichi Sakamoto: 13-15 / 15-3 / 15-13
- Jim Laugesen /  Carsten Mogensen –  John Gordon /  Daniel Shirley: 10-15 / 15-9 / 15-9
- Howard Bach /  Kevin Han –  Kristof Hopp /  Thomas Tesche: 15-8 / 15-10
- Ha Tae-kwon /  Kim Dong-moon –  Liu Kwok Wa /  Albertus Susanto Njoto: 17-15 / 9-15 / 15-8
- Sang Yang /  Zheng Bo –  Cheng Rui /  Wang Wei: 15-3 / 15-4
- Jens Eriksen /  Martin Lundgaard Hansen –  Manuel Dubrulle /  Mihail Popov: 15-10 / 15-8
- Lars Paaske /  Jonas Rasmussen –  Michał Łogosz /  Robert Mateusiak: 15-4 / 15-10
- Halim Haryanto /  Candra Wijaya –  Anthony Clark /  Nathan Robertson: 15-6 / 15-5
- Simon Archer /  Robert Blair –  Cai Yun /  Fu Haifeng: 6-15 / 15-11 / 15-12
- Patapol Ngernsrisuk /  Sudket Prapakamol –  Sigit Budiarto /  Tri Kusharyanto: 16-17 / 15-13 / 15-2
- Eng Hian /  Flandy Limpele –  Yohan Hadikusumo Wiratama /  Yau Tsz Yuk: 15-4 / 15-7
- Lee Dong-soo /  Yoo Yong-sung –  Jim Laugesen /  Carsten Mogensen: 15-8 / 15-13
- Ha Tae-kwon /  Kim Dong-moon –  Howard Bach /  Kevin Han: 15-3 / 15-8
- Sang Yang /  Zheng Bo –  Jens Eriksen /  Martin Lundgaard Hansen: 17-14 / 8-15 / 15-8
- Halim Haryanto /  Candra Wijaya –  Lars Paaske /  Jonas Rasmussen: 15-5 / 15-8
- Patapol Ngernsrisuk /  Sudket Prapakamol –  Simon Archer /  Robert Blair: 15-4 / 15-8
- Lee Dong-soo /  Yoo Yong-sung –  Eng Hian /  Flandy Limpele: 17-15 / 11-15 / 15-11
- Ha Tae-kwon /  Kim Dong-moon –  Sang Yang /  Zheng Bo: 15-11 / 15-6
- Halim Haryanto /  Candra Wijaya –  Patapol Ngernsrisuk /  Sudket Prapakamol: 15-5 / 15-3
- Ha Tae-kwon /  Kim Dong-moon –  Lee Dong-soo /  Yoo Yong-sung: 15-1 / 15-11
- Ha Tae-kwon /  Kim Dong-moon –  Halim Haryanto /  Candra Wijaya: 16-17 / 15-6 / 15-8

### Herreneinzel Qualifikation
- Arvind Bhat –  Daniel Damgaard: 13-15 / 15-4 / 15-4
- Ciaran Darcy –  Kyle Hunter: 15-9 / 15-5 / 17-14
- Henrik Pærremand –  Kasper Madsen: 15-7 / 15-6
- Keita Masuda –  Sune Gavnholt: 15-4 / 15-8
- Rony Agustinus –  Bo Rafn: 15-0 / 15-2
- Joachim Persson –  Charles Pyne: 15-13 / 15-8
- Kasper Fangel –  John Gordon: 15-3 / 15-2
- Magnus Repsgard –  Rune Massing: 15-8 / 15-12
- Jonas Lyduch –  Erick Anguiano: 15-4 / 15-3
- Jang Young-soo –  Kennevic Asuncion: 15-2 / 15-12
- Michael Christensen –  Kristian Midtgaard: 15-1 / 15-7
- George Rimarcdi –  Gregers Schytt: 13-15 / 15-5 / 15-7
- Pullela Gopichand –  Antti Koljonen: 15-11 / 15-10
- Joachim Fischer Nielsen –  Raju Rai: 15-4 / 15-4
- Chetan Anand –  Martyn Lewis: 15-9 / 15-3
- Peter Mikkelsen –  Thomas Nielsen: 15-8 / 15-6
- Arvind Bhat –  Ciaran Darcy: 15-6 / 15-9
- Keita Masuda –  Henrik Pærremand: 15-9 / 15-8
- Rony Agustinus –  Joachim Persson: 15-4 / 15-3
- Kasper Fangel –  Magnus Repsgard: 15-5 / 15-5
- Jang Young-soo –  Jonas Lyduch: 15-6 / 15-1
- Michael Christensen –  George Rimarcdi: 15-8 / 3-15 / 15-12
- Pullela Gopichand –  Joachim Fischer Nielsen: 15-10 / 17-16
- Chetan Anand –  Peter Mikkelsen: 15-4 / 15-8

### Damendoppel
- Wei Yili /  Zhao Tingting –  Joo Hyun-hee /  Yim Kyung-jin: 15-7 / 15-11
- Pernille Harder /  Mette Schjoldager –  Eny Erlangga /  Liliyana Natsir: 12-15 / 15-8 / 15-13
- Lee Kyung-won /  Ra Kyung-min –  Yoshiko Iwata /  Miyuki Tai: 15-3 / 15-4
- Anastasia Russkikh /  Majken Vange –  Nicole Grether /  Juliane Schenk: 15-12 / 17-16
- Mia Audina /  Lotte Jonathans –  Kirsteen McEwan /  Rita Yuan Gao: 15-3 / 15-0
- Chin Eei Hui /  Wong Pei Tty –  Liza Parker /  Suzanne Rayappan: 15-11 / 15-7
- Vita Marissa /  Eny Widiowati –  Seiko Yamada /  Shizuka Yamamoto: 15-11 / 17-16
- Zhang Dan /  Zhang Yawen –  Ella Tripp /  Joanne Nicholas: 15-2 / 15-4
- Kamila Augustyn /  Nadieżda Zięba –  Ragna Ingólfsdóttir /  Sara Jónsdóttir: 15-3 / 15-1
- Jo Novita /  Lita Nurlita –  Denyse Julien /  Anna Rice: 15-5 / 15-2
- Hwang Yu-mi /  Lee Hyo-jung –  Gail Emms /  Donna Kellogg: 10-15 / 15-5 / 15-11
- Ann-Lou Jørgensen /  Rikke Olsen –  Nina Weckström /  Anu Nieminen: 15-1 / 15-1
- Helen Nichol /  Charmaine Reid –  Judith Baumeyer /  Fabienne Baumeyer: 15-11 / 15-5
- Chikako Nakayama /  Keiko Yoshitomi –  Cheng Wen-hsing /  Chien Yu-chin: 15-10 / 6-15 / 15-4
- Sathinee Chankrachangwong /  Saralee Thungthongkam –  Felicity Gallup /  Joanne Muggeridge: 15-6 / 15-5
- Yang Wei /  Zhang Jiewen –  Carina Mette /  Kathrin Piotrowski: 15-8 / 15-4
- Wei Yili /  Zhao Tingting –  Pernille Harder /  Mette Schjoldager: 15-7 / 15-2
- Lee Kyung-won /  Ra Kyung-min –  Anastasia Russkikh /  Majken Vange: 15-2 / 17-14
- Mia Audina /  Lotte Jonathans –  Chin Eei Hui /  Wong Pei Tty: 15-11 / 15-4
- Zhang Dan /  Zhang Yawen –  Vita Marissa /  Eny Widiowati: 15-12 / 15-7
- Jo Novita /  Lita Nurlita –  Kamila Augustyn /  Nadieżda Zięba: 12-15 / 15-13 / 15-8
- Hwang Yu-mi /  Lee Hyo-jung –  Ann-Lou Jørgensen /  Rikke Olsen: 17-15 / 11-15 / 15-8
- Chikako Nakayama /  Keiko Yoshitomi –  Helen Nichol /  Charmaine Reid: 15-3 / 15-2
- Yang Wei /  Zhang Jiewen –  Sathinee Chankrachangwong /  Saralee Thungthongkam: 15-12 / 15-2
- Wei Yili /  Zhao Tingting –  Lee Kyung-won /  Ra Kyung-min: 9-15 / 15-3 / 15-12
- Zhang Dan /  Zhang Yawen –  Mia Audina /  Lotte Jonathans: 11-15 / 15-0 / 15-11
- Hwang Yu-mi /  Lee Hyo-jung –  Jo Novita /  Lita Nurlita: 15-4 / 13-15 / 15-8
- Yang Wei /  Zhang Jiewen –  Chikako Nakayama /  Keiko Yoshitomi: 15-2 / 15-3
- Zhang Dan /  Zhang Yawen –  Wei Yili /  Zhao Tingting: 17-14 / 15-4
- Yang Wei /  Zhang Jiewen –  Hwang Yu-mi /  Lee Hyo-jung: 15-5 / 16-17 / 15-8
- Yang Wei /  Zhang Jiewen –  Zhang Dan /  Zhang Yawen: 15-2 / 15-1

### Mixed Qualifikation
- Cheng Rui /  Zhang Yawen –  Mike Beres /  Jody Patrick: 10-15 / 15-5 / 15-7
- Gan Teik Chai /  Wong Pei Tty –  Kristian Roebuck /  Liza Parker: 15-10 / 15-6
- Simon Archer /  Donna Kellogg –  Raju Rai /  Mesinee Mangkalakiri: 15-0 / 15-0
- Wang Wei /  Zhang Jiewen –  Rasmus Andersen /  Majken Vange: 15-10 / 15-4
- Anthony Clark /  Kirsteen McEwan –  Thomas Tesche /  Carina Mette: 15-3 / 15-9
- Kennevic Asuncion /  Kennie Asuncion –  Tommy Sørensen /  Lene Mørk: 10-15 / 15-10 / 15-7
- Cheng Rui /  Zhang Yawen –  Gan Teik Chai /  Wong Pei Tty: 15-9 / 15-11
- Wang Wei /  Zhang Jiewen –  Simon Archer /  Donna Kellogg: 15-5 / 15-5
- Anthony Clark /  Kirsteen McEwan –  Kennevic Asuncion /  Kennie Asuncion: 15-5 / 15-10

### Mixed
- Zhang Jun /  Gao Ling –  Patapol Ngernsrisuk /  Sathinee Chankrachangwong: 15-1 / 15-4
- Norio Imai /  Chikako Nakayama –  Philippe Bourret /  Denyse Julien: 15-4 / 15-9
- Jens Eriksen /  Mette Schjoldager –  Cheng Rui /  Zhang Yawen: 15-13 / 15-11
- Matthew Hughes /  Joanne Muggeridge –  Kristof Hopp /  Kathrin Piotrowski: 15-4 / 9-15 / 15-9
- Nathan Robertson /  Gail Emms –  Anggun Nugroho /  Eny Widiowati: 15-5 / 14-17 / 15-3
- Lars Paaske /  Pernille Harder –  Jörgen Olsson /  Frida Andreasson: 15-8 / 15-8
- Kim Yong-hyun /  Lee Hyo-jung –  Anthony Clark /  Kirsteen McEwan: 15-9 / 17-14
- Travis Denney /  Kate Wilson-Smith –  Charles Pyne /  Nigella Saunders: 15-3 / 15-3
- Daniel Shirley /  Sara Runesten-Petersen –  Michael Lamp /  Ann-Lou Jørgensen: 17-15 / 15-12
- Chris Bruil /  Lotte Jonathans –  Fredrik Bergström /  Johanna Persson: 15-13 / 14-17 / 15-8
- Wang Wei /  Zhang Jiewen –  Tadashi Ohtsuka /  Shizuka Yamamoto: 15-8 / 15-6
- Jonas Rasmussen /  Rikke Olsen –  José Antonio Crespo /  Dolores Marco: 15-5 / 15-2
- Björn Siegemund /  Nicol Pitro –  Tsai Chia-hsin /  Cheng Wen-hsing: 15-10 / 13-15 / 15-11
- Chen Qiqiu /  Zhao Tingting –  Nova Widianto /  Vita Marissa: 8-15 / 15-11 / 15-9
- Sudket Prapakamol /  Saralee Thungthongkam –  Thomas Laybourn /  Kamilla Rytter Juhl: 15-17 / 15-6 / 15-11
- Kim Dong-moon /  Ra Kyung-min –  Robert Blair /  Natalie Munt: 15-6 / 15-4
- Zhang Jun /  Gao Ling –  Norio Imai /  Chikako Nakayama: 15-7 / 15-2
- Jens Eriksen /  Mette Schjoldager –  Matthew Hughes /  Joanne Muggeridge: 15-10 / 15-3
- Nathan Robertson /  Gail Emms –  Lars Paaske /  Pernille Harder: 15-5 / 15-8
- Kim Yong-hyun /  Lee Hyo-jung –  Travis Denney /  Kate Wilson-Smith: 15-10 / 15-2
- Chris Bruil /  Lotte Jonathans –  Daniel Shirley /  Sara Runesten-Petersen: 10-15 / 15-3 / 15-4
- Wang Wei /  Zhang Jiewen –  Jonas Rasmussen /  Rikke Olsen: 15-7 / 11-15 / 15-10
- Björn Siegemund /  Nicol Pitro –  Chen Qiqiu /  Zhao Tingting: 15-13 / 10-15 / 15-7
- Kim Dong-moon /  Ra Kyung-min –  Sudket Prapakamol /  Saralee Thungthongkam: 15-6 / 15-3
- Jens Eriksen /  Mette Schjoldager –  Zhang Jun /  Gao Ling: 15-12 / 15-7
- Kim Yong-hyun /  Lee Hyo-jung –  Nathan Robertson /  Gail Emms: 15-5 / 15-11
- Wang Wei /  Zhang Jiewen –  Chris Bruil /  Lotte Jonathans: 15-8 / 6-15 / 15-13
- Kim Dong-moon /  Ra Kyung-min –  Björn Siegemund /  Nicol Pitro: 15-1 / 15-1
- Kim Yong-hyun /  Lee Hyo-jung –  Jens Eriksen /  Mette Schjoldager: 5-15 / 17-15 / 15-7
- Kim Dong-moon /  Ra Kyung-min –  Wang Wei /  Zhang Jiewen: 17-15 / 15-11
- Kim Dong-moon /  Ra Kyung-min –  Kim Yong-hyun /  Lee Hyo-jung: 17-16 / 15-10